# PAL-regionen

Världens TV-system. PAL-regionens länder i blå färg.

PAL-regionen (PAL förkortning för Phase Alternating Line) är ett TV-område som täcker stora delar av Asien, Afrika, Europa och Oceanien. Området heter så eftersom PAL är den traditionella TV-standarden, och inte NTSC som används exempelvis i Japan och USA.
Nintendos Virtual Console har kritiserats för att fungera långsammare i PAL-regionen.

### Fotnoter
1. ↑  PAL Virtual Console games slow and bordered - VideoGamer.com